# František Dobiáš (malíř)
František Dobiáš (3. února 1898, Jimramov – 1982, Jimramov) byl český malíř.

## Život
Narodil se v chudé rodině v Jimramově, v domě v Panské ulici čp. 219 (tzv. Stodolovo; v současnosti zbořeno). V Jimramově také vychodil obecnou a měšťanskou školu, posléze se vyučil zámečníkem. V roce 1916 byl povolán do rakousko-uherské armády a byl odeslán na frontu do Rumunska a Itálie. Zážitky z fronty později sepsal v rozsáhlých pamětech. Po skončení první světové války se vrátil do Jimramova, kde až do důchodu pracoval v textilní továrně. Kromě toho dlouhá léta vykonával funkci jednatele místního Orla, dále se zapojoval do činnosti místního ochotnického spolku a pěveckého sboru Osvětové besedy. Od mládí se věnoval také malířství, u kterého náměty pro své obrazy hledal především v Jimramově a jeho nejbližším okolí. V současné době se řada jeho obrazů nachází i v zahraničí.[kde?] V pozdějším věku[kdy?] organizoval poznávací zájezdy a dělal také průvodce Čedoku.